# Osakücə
Osakücə (também Osaküçə, Asakyudzha, Osakudzha, ou Osakyudzha) é uma vila e município do rayon de Lankaran, no Azerbaijão. Tem uma população de 6.332 habitantes. O município consiste nas aldeias de Osakücə, Sinovli, Moloja, Tatova, Pambəyi e Naftoruon.